# Apagão nos Estados Unidos e Canadá em 1965

Mapa dos estados afetados pelo blecaute de 1965.

O apagão de 1965 foi uma interrupção significativa no fornecimento de electricidade em 9 de novembro de 1965, em Ontário no Canadá e Connecticut, Massachusetts, Nova Hampshire, Rhode Island, Vermont, Nova York e Nova Jersey nos Estados Unidos. Cerca de 30 milhões de pessoas e 80 000 milhas quadradas (207 000 km²) ficaram sem eletricidade por até 12 horas.

## Causa
A causa da falha foi erro humano, que aconteceu dias antes do apagão, era comum em uma noite fria de novembro, a energia ser usada para o aquecimento, iluminação e cozinhar, com isso foi empurrando o sistema elétrico para perto de sua capacidade máxima, e as linhas de transmissão que se dirigem para sul de Ontário estava muito carregada as 17h16min.

## Efeitos e consequências
Em Nova Iorque o blecaute chegou as 5h27min, o apagão não foi em toda cidade, alguns bairros não foram afetados, emissoras de televisão na área metropolitana de Nova Iorque também foram afetadas e metade das estações de FM.
Felizmente, uma lua cheia brilhante iluminou o céu sem nuvens sobre a área de apagão, proporcionando alguma ajuda para os milhões que foram subitamente mergulhado na escuridão. A energia no oeste de Nova Iorque foi restaurada em algumas horas, graças à usina geradora independente.
O The New York Times foi capaz de produzir uma edição no dia 10 de novembro, usando o equipamento de impressão de um jornal próximo que não foi afetado, o Newark Evening News.